# Gryllica
Gryllica is een kevergeslacht uit de familie van de boktorren (Cerambycidae). De wetenschappelijke naam van het geslacht werd voor het eerst geldig gepubliceerd in 1860 door Thomson.

## Soorten
Gryllica omvat de volgende soorten:
- Gryllica curitibana Lane, 1965
- Gryllica flavopustulata Thomson, 1860
- Gryllica picta (Pascoe, 1858)
- Gryllica prava Lane, 1973
- Gryllica pseudopicta Lane, 1965
- Gryllica pygmaea Lane, 1973